# Pinus sibirica
El pino siberiano (Pinus sibirica) (en ruso, Сибирский кедр - Sibirsky Kedr) es una especie arbórea de la familia de las pináceas.

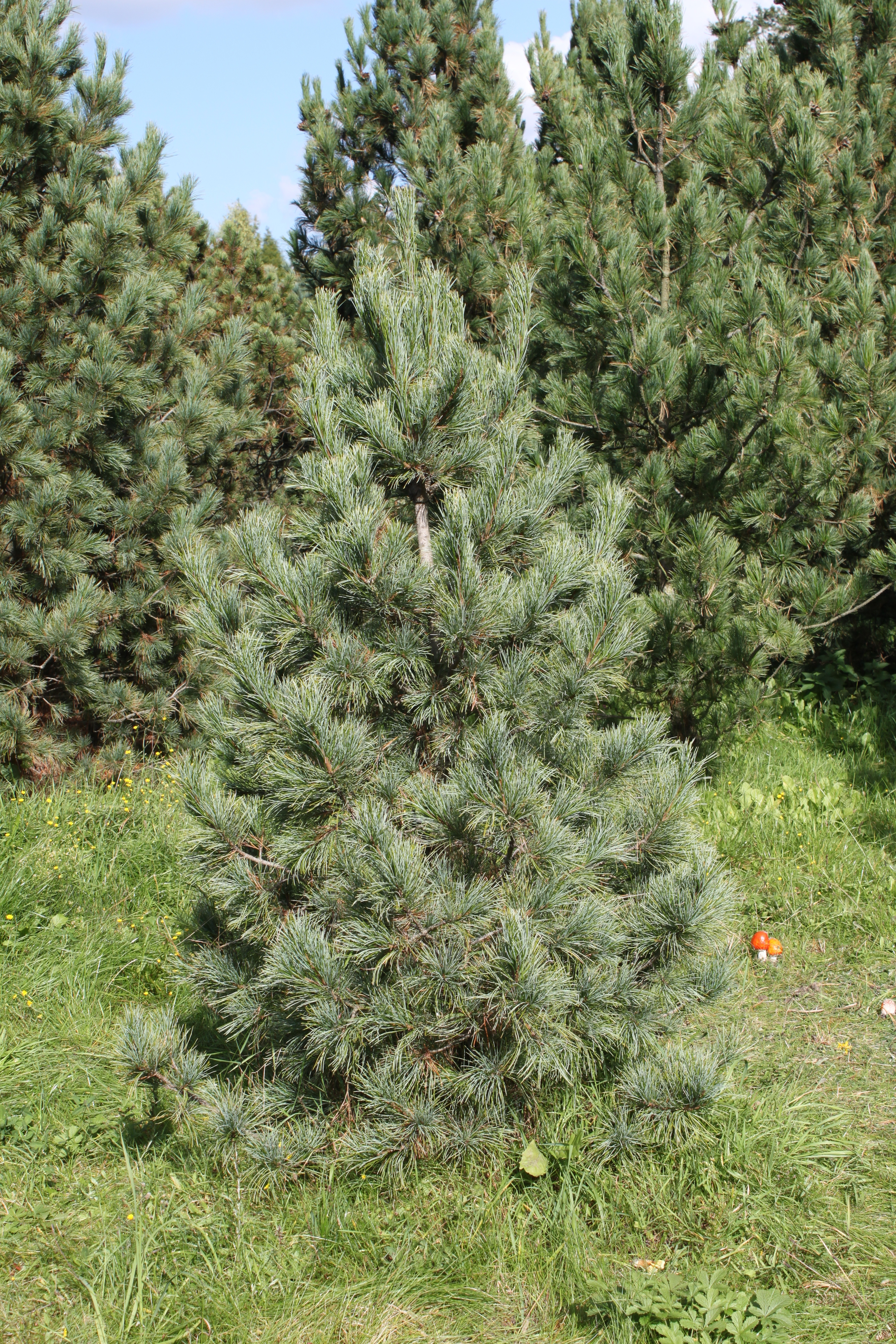
Vista del árbol

## Distribución y hábitat
Es originaria de Siberia desde longitud 58°E en los montes Urales hacia el este, llegando a 126°E en las Montañas Stanovoi en el sur de la República de Saja, y desde Igarka a una latitud de 68°N en el valle bajo del río Yeniséi hacia el sur hasta 45°N en el centro de Mongolia. En la parte norte de su zona de distribución, crece a altitudes bajas, típicamente 100-200 m, mientras que más al sur, es un árbol de montaña, que crece a 1.000-2.400 m s. n. m. A menudo alcanza la línea de árboles en esta zona.

## Descripción
Los ejemplares maduros alcanzan de 30 a 40 m de alto, y 1,5 m de diámetro del tronco. Su edad máxima es de 800 a 850 años.
Es un miembro del grupo de los pinos blancos, Pinus subgénero Strobus. Las hojas (acículas) están en fascículos de cinco, con una vaina caduca. Tienen 5-10 cm de largo. Los estróbilos de Pinus sibirica tienen 5-9 cm de largo. Las semillas, de 9-12 mm de largo sólo tienen restos de ala y son dispersadas gracias a la acción del cascanueces.
Algunos botánicos tratan al Pinus sibirica como una variedad del muy parecido pino cembro (Pinus cembra). Difiere del pino cembro en que tiene estróbilos más grandes, y las acículas tienen tres canales resiníferos en lugar de los dos del pino cembro.

## Plagas
Como otros pinos blancos europeos y asiáticos, el Pinus sibirica es muy resistente al hongo Cronartium ribicola. Esta enfermedad fúngica fue accidentalmente introducida desde Europa en Norteamérica, donde ha causado una intensa mortandad en muchos pinos blancos originarios de América, en muchos lugares, en particular del muy cercano Pinus albicaulis. El Pinus sibirica es de gran valor para la investigación sobre hibridación y modificación genética para desarrollar variedades resistentes al hongo en estas especies.

## Usos
El Pinus sibirica es un popular árbol ornamental en parques y grandes jardines donde el clima sea frío, como en el centro de Canadá, produciendo un crecimiento constante, pero no rápido, en una diversidad de lugares. Es muy tolerante a los intensos fríos invernales, hasta casi los 60 °C bajo cero, y también a la exposición al viento. Las semillas también se han recogido y vendido como piñones.

## Taxonomía

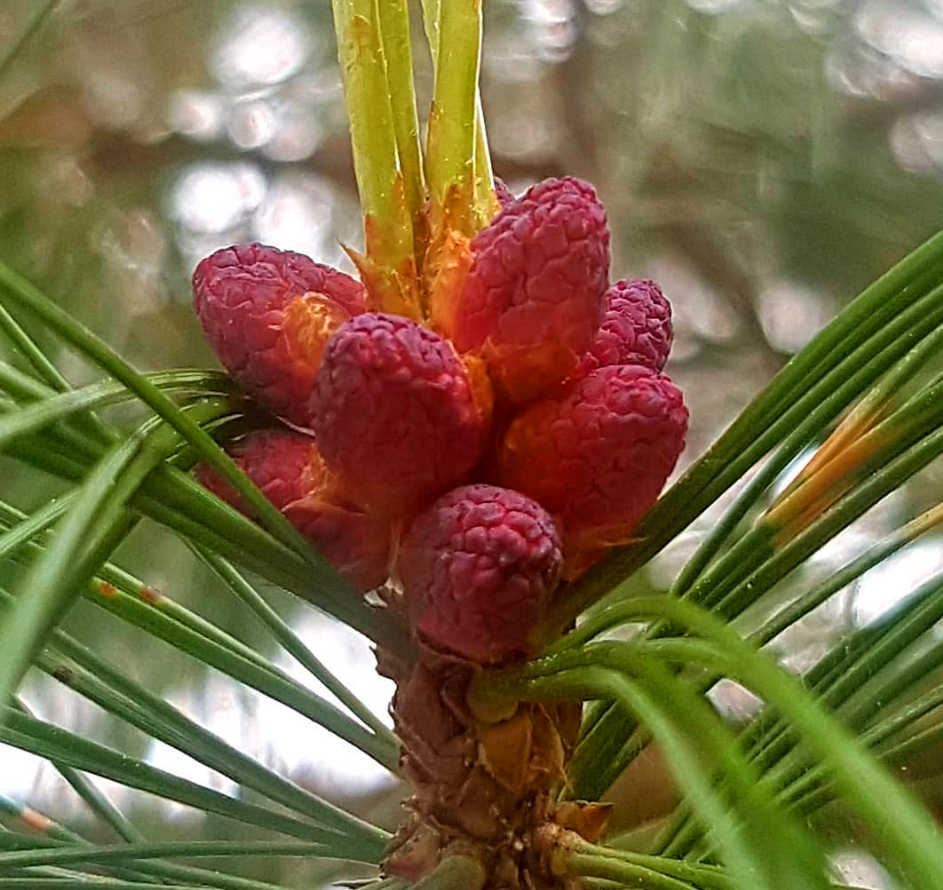
Conos de pino en flor

Pinus sibirica fue descrita por Philip Miller  y publicado en Dictionnaire des Sciences Naturelles [Second edition] 18: 18. 1803.
Etimología
Pinus: nombre genérico dado en latín al pino.
sibirica: epíteto geográfico que alude a su localización en Siberia.
Sinonimia
- Pinus arolla Petrov	Synonym
- Pinus coronans Litv.
- Pinus hingganensis H.J.Zhang
- Pinus sibirica var. hingganensis (H.J.Zhang) Silba[4][5]